# Дахла (Єгипет)

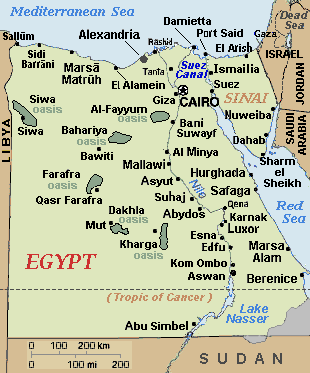
Оаза Сива на мапі Єгипту (згори ліворуч).

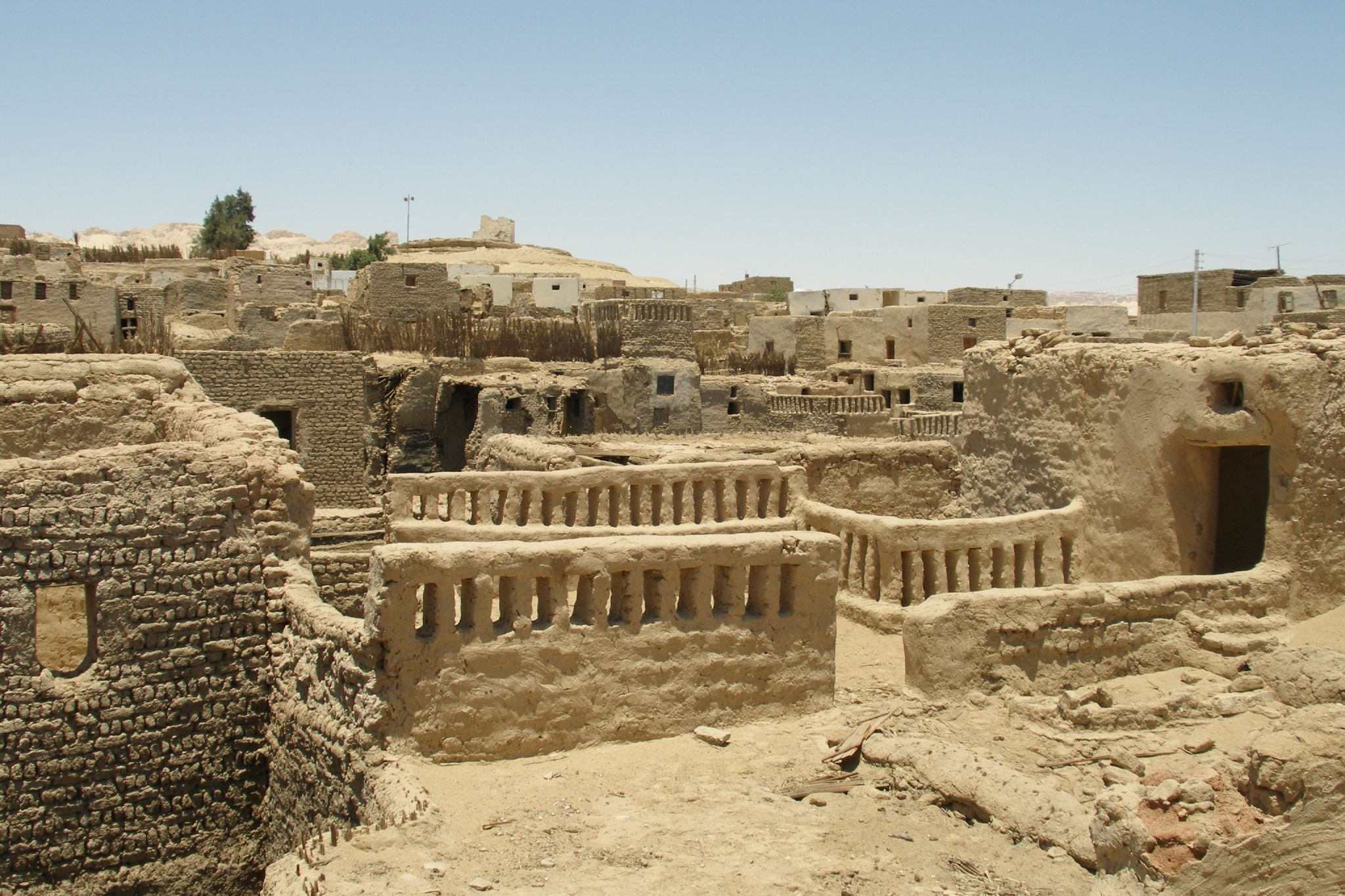
Ель-Каср в оазі Дахла

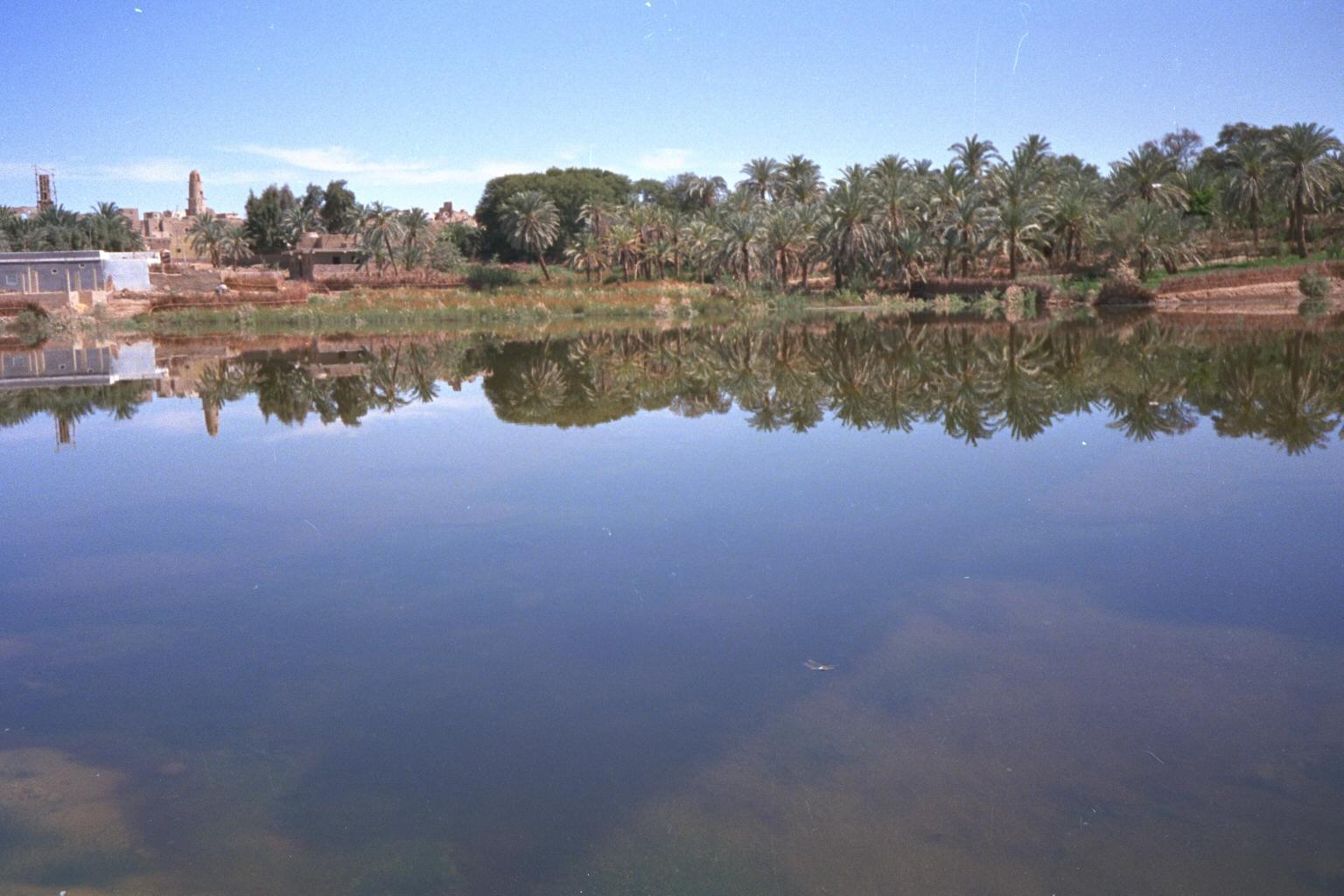
Ель-Каср в оазі Дахла

Дахла (арабська: الداخلة; al-Dākhla;) — місто-оаза в Єгипті, центр району в губернаторстві Нова Долина. Оаза розташована в Лівійський пустелі, приблизно за 350 км на захід від долини Нілу, між двома іншими оазами — Фарафра і Харга. В оазі розташовані 17 сіл із загальним населенням близько 70 000 жителів. Основні поселення:
- Мут — центр оази, названо на честь богині фіванської тріади. Етнографічний музей. Населення 20 439 мешканців (2006).
- Ель-Каср — Середньовічне глиняне місто-фортеця. Центр народних промислів.
- Каламун

Оаза простягається на 80 км із заходу на схід і на 25 км з півночі на південь. Є невеликий аеропорт. Місцеві фелахи вирощують шовковицю (Morus), фінікову пальму (Phoenix), інжир (Ficus carica) і цитрусові (Citrus), в постійній боротьбі з наступом піщаних дюн.

## Історія
Початок заселення оази відбувалося ще в плейстоцені, коли там осіли кочові племена і місцевий клімат був вологим. Близько 6 000 років тому Сахара стала більш посушливою.
Перші контакти між державою фараонів і оазою почалися близько 2550 до Р.Х.